# Jam & Spoon
Jam & Spoon was een muziekduo uit Duitsland. Het duo werkte samen sinds 1991 en bestond uit Markus Löffel (Mark Spoon) en Rolf Ellmer (Jam El Mar). Hun trance- en danceproducties in de vroege jaren negentig hebben een belangrijke stempel gedrukt op de ontwikkeling van trance als subgenre van dancemuziek. Ze scoorden internationale hits onder diverse namen. De bekendste daarvan zijn Stella (1992), Right in the Night (1993), Find me (1994), I Kiss your lips (1995), Storm (1998), Time to burn (2000) en Be.Angeled (2001). Ook als remixers hadden ze meer dan eens succes.
Het duo was behoorlijk pragmatisch als het ging om het zoeken van een brug met de hitparade. Doordat kwaliteit van muziek altijd voorop heeft gestaan zijn de uitstapjes naar de commercie hen nooit echt kwalijk genomen. Naast hun samenwerkingen deden Jam & Spoon ook veel los van elkaar. Daarbij produceerde Jam el mar voornamelijk platen voor andere projecten en was Mark Spoon actief als dj. Het duo hield in 2006 op te bestaan na het overlijden van Mark Spoon.

## Invloed
Jam & Spoon worden gezien als een duo dat een grote invloed heeft gehad op de ontwikkeling van dancemuziek en verschillende stromingen binnen het trancegenre. In 1996 werd door het Britse magazine Mixmag een top 100 gemaakt met invloedrijkste dancesingles tot dan toe. Daar kregen Stella, Follow me en re-remix Age of love een notering. In de albumlijst is ook Tripomatic fairytales aanwezig. Een uitzonderlijke prestatie voor een act die niet van Britse komaf is. De singles brachten de ontwikkeling en populariteit van trance in een versnelling. Ook de brug die werd geslagen tussen trance en eurodance door singles als Right in the night en The Power of American Natives kan als invloedrijk worden gezien. De singles en het debuutalbum zetten de toon voor de eurotrancestroming, waarbij trance werd aangevuld met een radiovriendelijk geluid. Dit werd in de late jaren negentig door acts als Sash!, DJ Quicksilver en ATB voortgezet. Ook de Storm-singles hadden hun invloed op de ontwikkeling van hardtrance met de acts als Cosmic gate en CJ Stone.

## Biografie

### Beginjaren
Rolf Ellmer (1960) en Markus Löffel (1966) ontmoetten elkaar in het muziekcircuit van Frankfurt rond 1990. Beide hadden een verschillende achtergrond. Rolf is een klassiek geschoold concertgitarist en werkte later als studiomuzikant. Jam el Mar timmerde op dat moment al met andere muzikale projecten aan de weg. Samen met DJ Dag (Dag Lerner) startte hij de projecten Peyote en Dance 2 Trance. Deze formatie scoorde een grote hit met The Power of American Natives. Ook was Jam El Mar producer van B.G. the Prince of Rap. Markus werkte in die jaren als kok en was naast zijn reguliere werk ook dj. Toen Spoon op een gegeven moment een remix moest maken, had hij een toetsenist nodig. Via Dag Lerner kwam hij in contact met Ellmer en samen doken ze de studio in. De samenwerking beviel goed en Ellmer werd vaker ingehuurd, tot ze besloten dat ze elkaar prima aanvullen voor een eigen act. Het eerste dat de twee maakten, was een album met dj-breaks: het zeer obscure Breaks unit 1 (1991). 
Jam & Spoon kregen meer aandacht toen ze in 1992 de Tales From Danceographic Oceans EP uitbrachten. Het nummer Stella groeide al snel uit tot een zeer grote hit in het clubcircuit. Het nummer werd in een dag opgenomen op basis van een sample uit de hit Go van Moby, wat gitaar-presets uit de synthesizer en stemopnames die ze nog hadden liggen van een opname met een onbekende zangeres uit Darmstadt, die Talia zou heten. Het nummer werd vernoemd naar de toenmalige vriendin van Spoon. Jam El Mar vernoemt ook zijn in 1999 geboren dochter naar de plaat. Via contacten van Spoon wisten ze het nummer uit te brengen op R&S Records. Niet veel later was het weer raak toen ze de twee jaar oude raveplaat Age of love van het gelijknamige project Age of Love voorzagen van hun 'Watch Out For Stella '-remix. De titel is een truc die Spoon bedacht om Stella verder te promoten. De remix werd door het Britse magazine Mixmag als remix van het jaar geduid. Een prestatie, niet in de laatste plaats omdat de Britse dancepers in die jaren behoorlijk chauvinistisch was. De twee hits waren in die periode zeer invloedrijk in de ontwikkeling van dancemuziek. Op dat moment was trance als een nieuw subgenre aan het ontstaan.
Het succes van Stella opende deuren van grotere platenmaatschappijen. Bij Dance Pool, een dochter van Sony Music Entertainment, kunnen ze een deal krijgen. Het label stelt wel een voorwaarde. Er moeten een paar potentiële singles op staan. Voor de rest mogen ze hun gang gaan. Die afspraak komen ze na door het nummer Right In The Night (Fall In Love With Music) op te nemen. Het nummer maakt een brug tussen het populaire eurodancegeluid en voegt daar enige latin-invloeden aan toe. De melodie was gebaseerd op het nummer Asturias (1890) van Isaac Albeniz. De vocals op deze hit werden verzorgd door zangeres Plavka Lonich, die eerder al voor The Shamen en Rising High Collective actief was. Mark Spoon ontmoet haar wanneer ze met die band op de Love Parade is en ziet in haar de ideale zangeres. Om ook de club-dj's tevreden te houden, zetten ze op de B-kant van de single een meer clubgericht nummer. Vanuit een stuk melodie uit de break van Right In The Night bouwden ze de uitgesponnen tranceplaat Follow me!, waarop Mark Spoon de vocals insprak. Ook deze werd bijzonder populair. Na de single volgden tegelijkertijd twee debuutalbums: Tripomatic Fairytales 2001 was een trancealbum met dansbare tracks. Met het minder bekende Tripomatic Fairytales 2002 werd ingespeeld op het ambientgeluid. Follow Me! werd pas gemaakt nadat het album al geproduceerd was en staat er zodoende niet op. Op basis van de afspraak met het label werden nog twee singles met Plavka opgenomen met oog op hitsuccessen. Dit zijn Find Me (Odyssey to Anyoona), een bewerking van het trancenummer Odyssey to Anyoona en Angel (Ladadi O-Heyo). Die laatste single is overigens pas in 1995 gemaakt en staat op een nieuwere persing van het album. 
In 1997 werd het album Kaleidoscope uitgebracht, voorafgegaan door de single Kaleidoscope Skies. Het album laat voor een deel het vertrouwde geluid horen, maar maakt her en der ook uitstapjes naar het dan populaire drum and bass en triphop. Hoewel trance en eurotrance op dat moment weer in de lift zaten, leken Jam & Spoon niet de aansluiting met die golf te vinden. Het album was minder succesvol dan de voorganger. Opvallend genoeg werd een heruitgave van de remix van Age of Love in 1997 wel een grote hit.
Naast al hun eigen werk werden Jam & Spoon deze jaren ook belangrijke remixers. Ze leverden remixes af voor een lange rij artiesten, zoals Moby, Age of Love, Frankie Goes To Hollywood, Pet Shop Boys, Enigma, New Order, Queen, Simple Minds, Mike Oldfield en Rammstein.

### Werk onder andere namen
Naast het succes als Jam & Spoon waren er ook enkele andere uitstapjes met andere projecten.

#### Tokyo Ghetto Pussy
Jam & Spoon startten in 1995 onder de namen Trancy Spacer & Spacy Trancer met het project Tokyo Ghetto Pussy, dat meeging in de dan erg populaire Duitse rave en happy hardcore. De single I Kiss Your Lips behaalde de derde plaats in de Nederlandse Top 40, verbleef tien weken in deze lijst en was ook de enige single die de Top 40 haalde. Andere singles van Tokyo Ghetto Pussy waren Everbody On The Floor (Pump It), dat in Vlaanderen 16 weken in de Ultratop 50 stond en er de vijfde plaats haalde, To Another Galaxy, die de Nederlandse Tipparade haalde, en de minder bekende nummers You Make Me Feel en Fly Me To The Moon. Ook werd het album Disco 2001 uitgebracht, dat behoorlijk wat Duitse rave laat horen. Daarna verloor het project de aandacht.

#### Storm
Een ander succes was het project Storm. Hiermee werd een steviger en donkerder trancegeluid ontwikkeld. Het duo riep het project in eerste instantie tot leven om meer clubgerichte muziek uit te brengen, omdat Jam & Spoon meer een commercieel imago had gekregen. Ze produceerden de single Storm, die tegen de verwachtingen in in meerdere landen in de hitlijsten terecht kwam. Dit kunstje werd in 2000 nog eens herhaald met Time to burn, dat een sample gebruikt van Sonic Destroyer van Underground Resistance.  Deze single behaalde de 18de plaats in Nederland en de 26ste plaats in Vlaanderen. Beide singles hebben een invloedrijke bijdrage aan de ontwikkeling van de substroming hardtrance. In 2000 verschenen ook de single Storm animal en het album Stormjunkie. Na de single We Love verdween het project weer in de ijskast.

### Latere jaren
In 2000 was het duo ook weer als Jam & Spoon succesvol. De remix van het nummer The Chase van Giorgio Moroder viel bij tranceliefhebbers goed in de smaak. Het jaar daarna maakten ze het themanummer Be.Angeled voor de gelijknamige film over de Love Parade. Hier werd samengewerkt met Rea Garvey, zanger van de populaire band Reamonn. De plaat was buitengewoon succesvol en kwam in meerdere landen hoog in de hitparades. Pogingen om Storm en Tokyo Ghetto Pussy nieuw leven in de blazen en mee te liften op de dan bijzonder succesvolle hardtrance, waren aanzienlijk minder succesvol. Wel was Mark Spoon in deze jaren een grote naam als dj op de opkomende tranceparty's. Daarbij kwam hij nogal eens negatief in het nieuws vanwege uitspattingen die hij deed door zijn drugsgebruik.
Na een tijdje stilte brachten Jam & Spoon begin 2004 een nieuw album uit onder het Island-label bij Universal Music. Dat is Tripomatic Fairytales 3003, waarop de stemmen van onder anderen Jim Kerr (Simple Minds), Dolores O'Riordan (Cranberries), Tricky en Midge Ure terug te vinden zijn. De tracks waren minder gericht op de dansvloer en meer een brug met popmuziek. Het album was vooral in Duitsland succesvol. Ook de single Cynical Heart met Jim Kerr deed het goed. Kerr gebruikt de track nog regelmatig in eigen shows.

### Dood van Mark Spoon
Op 11 januari 2006 kwam er een abrupt einde van de groep met het plotselinge overlijden van Mark Spoon door hartproblemen. De gezondheid van Spoon was al jaren achteruitgegaan door het gebruik van grote hoeveelheden drank en drugs. Jam el Mar en Plavka deden nog eenmaal een groot optreden ter ere van Mark Spoon. In september 2006 werd de Remixes And Club Classics dubbel-cd uitgebracht, met verschillende nummers van Jam & Spoon en remixen die ze voor andere artiesten hadden gemaakt. Het album is vooral ingestoken op de stevigere dancetracks van het duo; commerciëlere tracks bleven wat meer achterwege. Op het album staat ook een nieuwe versie van Be.Angeled, als eerbetoon aan Mark Spoon.
In 2013 verschenen nieuwe remixes van Right In The Night (Fall In Love With Music). Commercieel was het succes hiervan beperkt, maar het nummer belandde wel op nummer-1 in de Europese dance-hitlijst. In 2015 verscheen nogmaals een compilatie-cd: Best Of - Anniversary Edition - 1990 - 2015. Dit dubbelalbum bevat de succesvolle singles, aangevuld met enkele albumtracks en deels nieuwe remixes.
Rolf Ellmer (Jam El Mar) bleef na de dood van Mark Spoon muzikaal actief, onder meer als remixer en deejay op trancefeesten.
In 2023 bracht Black Hole Recordings een jubileumversie van Tripomatic Fairytales uit in combinatie met een boek over Jam & Spoon. Het project begon in 2018 toen Black Hole-medewerker Arny Bink een ontmoeting had met Jam El Mar op het Amsterdam Dance Event. In het najaar van 2023 verscheen het in een gelimiteerde oplage. Het bevat de albums Tripomatic Fairytales 2001, 2002 en 2003 en een extra cd met remixes. Ook zit er een 192 pagina's tellend boek bij dat de geschiedenis van het duo uiteenzet en het artwork verzamelt.

## Discografie

### Albums
- 1992: Tales From Dancographic Oceans (ep)
- 1993: Tripomatic Fairytales 2001
- 1993: Tripomatic Fairytales 2002
- 1996: Disco 2001, als Tokyo Ghetto Pussy
- 1997: Kaleidoscope
- 2000: Stormjunkie, als Storm
- 2004: Tripomatic Fairytales 3003
- 2006: Remixes And Club Classics (dubbel-cd)
- 2015: Best Of - Anniversary Edition - 1990 - 2015 (compilatie-cd)
- 2023: Jam & Spoon's Tripomatic Fairytales Limited Numbered (Coffee Table Book)

### Singles
- 1992: Stella
- 1992: Age of love (Jam & Spoon 'Watch Out For Stella remix')
- 1993: Right in the Night (Fall In Love With Music), featuring Plavka
- 1994: Find Me (Odyssey To Anyoona), featuring Plavka
- 1994: Everybody On The Floor (Pump It), als Tokyo Ghetto Pussy
- 1995: Angel (Ladadi O-heyo), featuring Plavka
- 1995: I Kiss Your Lips, als Tokyo Ghetto Pussy
- 1995: To Another Galaxy, als Tokyo Ghetto Pussy
- 1997: Kaleidoscope Skies, featuring Plavka
- 1997: El Baile
- 1998: Don't Call It Love, featuring Plavka
- 1998: You Make Me Feel, als Tokyo Ghetto Pussy
- 1998: Storm, als Storm
- 1998: Huri-Khan, als Storm
- 1999: Stella 1999 - 1992 (How Stella Got Her Groove Back)
- 2000: Time To Burn, als Storm
- 2000: Stormanimal, als Storm
- 2001: Be Angeled, featuring Rea
- 2002: We Love, als Storm
- 2002: Fly Me To The Moon, als Tokyo Ghetto Pussy, featuring Candy
- 2003: Cynical Heart, featuring Jim Kerr
- 2004: Set Me Free (Empty Rooms), featuring Rea
- 2004: Butterfly Sign, featuring Plavka

### Hitlijsten
| Single met eventuele hitnotering(en) in de Nederlandse Top 40 | Datum van verschijnen | Datum van binnenkomst | Hoogste positie | Aantal weken | Opmerkingen                                   |
| ------------------------------------------------------------- | --------------------- | --------------------- | --------------- | ------------ | --------------------------------------------- |
| Right in the Night (Fall in Love with Music)                  |                       | 05-03-1994            | 11              | 8            | met Plavka                                    |
| Odyssey to Anyoona                                            |                       | 06-08-1994            | 18              | 6            | met Plavka                                    |
| Angel (Ladadi O-Heyo)                                         |                       | 03-06-1995            | tip2            | -            | met Plavka                                    |
| I Kiss Your Lips                                              |                       | 28-10-1995            | 3               | 10           | als Tokyo Ghetto Pussy                        |
| To Another Galaxy                                             |                       | 30-03-1996            | tip3            | -            | als Tokyo Ghetto Pussy                        |
| Age Of Love (Jam & Spoon Watch Out For Stella Mix)            |                       | 16-08-1997            | tip             | -            | met Age of Love                               |
| Storm                                                         |                       | 26-09-1998            | 34              | 3            | als Storm                                     |
| The Chase                                                     |                       | 18-03-2000            | tip5            | -            | met Giorgio Moroder / Dancesmash op Radio 538 |
| Time to Burn                                                  |                       | 23-09-2000            | 20              | 5            | als Storm / Dancesmash op Radio 538           |
| Stormanimal                                                   |                       | 27-01-2001            | 71              | 1            | als Storm                                     |
| Be.Angeled                                                    |                       | 03-11-2001            | 95              | 1            | met Rea Garvey                                |
| Age Of Love (Jam & Spoon Watch Out For Stella Mix)            |                       | 24-07-2004            | 98              | 2            | als met Age of Love                           |